# Abdel Raouf
Abdel Razeg Yagoub Omer Taha (ur. 18 lipca 1993) – sudański piłkarz grający na pozycji ofensywnego pomocnika. Od 2020 jest zawodnikiem klubu Al-Hilal.

## Kariera klubowa
Swoją karierę piłkarską Raouf rozpoczął w klubie Al-Afarga Port Sudan, w barwach którego zadebiutował w 2013 roku. W latach 2015–2018 występował w Al-Shorta Al-Qadarif, a w latach 2018-2019 w El Hilal SC El Obeid. W 2020 przeszedł do Al-Hilal Omdurman. W sezonie 2019/2020 wywalczył z nim wicemistrzostwo Sudanu, a w sezonie 2020/2021 został mistrzem kraju.

## Kariera reprezentacyjna
W reprezentacji Sudanu Raouf zadebiutował 30 grudnia 2021 w przegranym 2:3 towarzyskim meczu z Etiopią, rozegranym w Limbé. W 2022 roku został powołany do kadry na Puchar Narodów Afryki 2021. Na tym turnieju rozegrał trzy mecze grupowe: z Gwineą Bissau (0:0), z Nigerią (1:3) i z Egiptem (0:1).